# Abhandlungen des Hamburgischen Kolonialinstituts
Die Abhandlungen des Hamburgischen Kolonialinstituts sind eine vom Hamburgischen Kolonialinstitut herausgegebene wissenschaftliche Buchreihe, die 1910 bis 1921 im Verlag Friederichsen in Hamburg erschien.
Es wurden insgesamt 43 Nummern in mehreren Unterreihen herausgegeben. Der erste erschienene Band ist das Werk Handwerk und Industrie in Ostafrika, Kulturgeschichtliche Betrachtungen von Franz Stuhlmann (1863–1928) aus dem Jahr 1910; der letzte ist das Schambala-Wörterbuch von F. Lang-Heinrich (Abhandlungen des Hamburgischen Kolonialinstituts ; 43 : Reihe B, Völkerkunde, Kulturgeschichte und Sprachen ; 23) aus dem Jahr 1921. Die Reihe ging auf in die Abhandlungen aus dem Gebiet der Auslandskunde.

## Übersicht zur Gesamtreihe
- 1. Handwerk und Industrie in Ostafrika : kulturgeschichtliche Betrachtungen ; nebst einem Anhang / Franz Stuhlmann. - Hamburg : Friederichsen, 1910
- 2. Versuch einer systematischen Grammatik der Schambalasprache / Karl Roehl. - Hamburg : Friederichsen, 1911
- 3. Die Sudansprachen : eine sprachvergleichende Studie / Diedrich Westermann. - Hamburg : Friederichsen, 1911
- 4. Die Wasser-Verwendung und -Verteilung im ariden Westen von Nordamerika unter Berücksichtigung der verschiedenen Methoden der Bewässerungswirtschaft / Georg A. Plehn. - Hamburg : Friederichsen, 1911
- 5. Die Verfassungsentwicklung von Algerien : mit einem Anhang: Gesetzestexte und Entwürfe / Hans Gmelin. - Hamburg : Friederichsen, 1911
- 6. Reisestudien auf Tenerife über einige Pflanzen der Kanarischen Inseln und Bemerkungen über die etwaige Einbürgerung dieser Pflanzen in Deutsch-Südwestafrika / Leonhard Lindinger. - Hamburg : Friederichsen, 1911
- 7. Wörterbuch der Sotho-Sprache (Süd-Afrika) / Karl Endemann. - Hamburg : Friederichsen, 1911
- 8. Die Sprache der Basa in Kamerun : Grammatik und Wörterbuch / Georg Schürle. - Hamburg : Friederichsen, 1912
- 9. Die Sprachen der Hamiten : mit 33 Abb. auf 11 Taf. u. 1 Kt. / Carl Meinhof. - Hamburg : Friederichsen, 1912
- 10. Ein kulturgeschichtlicher Ausflug in den Aurès (Atlas von Süd-Algerien) : nebst Betrachtungen über die Berber-Völker / Franz Stuhlmann. - Hamburg : Friederichsen, 1912
- 11. Kêng tschi tʿu [耕織圖]: Ackerbau und Seidengewinnung in China ; ein kaiserliches Lehr- und Mahn-Buch / Kʿien-Lung. - Hamburg : Friederichsen, 1913
- 12. Bevölkerung und Aufenthaltsrecht in den Deutschen Schutzgebieten Afrikas / Joachim Heinrich Lücke. - Hamburg : Friederichsen, 1913
- 13. Das Trockenfarmen im Westen der Vereinigten Staaten von Nordamerika und seine wirtschaftliche Bedeutung für die Erschließung regenarmer Gebiete / Georg Plehn. - Hamburg : Friederichsen, 1913
- 14. Südseearbeiten : Gewerbe- und Kunstfleiß, Tauschmittel und „Geld“ der Eingeborenen auf Grundlage der Rohstoffe und der geographischen Verbreitung / Otto Finsch. - Hamburg : Friederichsen, 1914
- 15. Das Jagdrecht der deutschen Schutzgebiete / Ewald Lüders. - Hamburg : Friederichsen, 1913
- 16. Wörterbuch der Duala-Sprache / Ernst Dinkelacker. - Hamburg : Friederichsen, 1914
- 17. Zur Ethnographie des abflußlosen Gebietes Deutsch-Ostafrikas : auf Grund der Sammlung der Ostafrika-Expedition (Dr. E. Obst) der Geographischen Gesellschaft in Hamburg / Otto Reche. - Hamburg : Friederichsen, 1914
- 18. Die Schulen für Eingeborene in den deutschen Schutzgebieten am 1. Juni 1911 : auf Grund einer statistischen Erhebung der Zentralstelle des Hamburgischen Kolonialinstituts / Martin Schlunk. - Hamburg : Friederichsen, 1914
- 19. Die Feldfrüchte Indiens … / T. 1 / Text / T. 2 / Atlas von 23 Karten / Thies Hinrich Engelbrecht. - 1914
- 20. Aberglaube und Volksmedizin im Lande der Bibel / Tawfīq Kanʿān. - Hamburg : Friederichsen, 1914
- 21. Im Hochland von Mittel-Kamerun / T. 1 / Die Reise : Eindrücke u. Beobachtungen / Franz Thorbecke. - 1914
- 22. Ergebnisse einer Studienreise in den zentralen Kaukasus / Ludwig Distel. - Hamburg : Friederichsen, 1914
- 23. Die Komorendialekte Ngazidja, Nzwani und Mwali / Martin Heepe. - Hamburg : Friederichsen, 1920
- 24. Jaunde-Texte von Karl Atangana und Paul Messi nebst experimentalphonetischen Untersuchungen über die Tonhöhen im Jaunde und einer Einführung in die Jaunde-Sprache / Karl Atangana. - Hamburg : Friederichsen, 1919
- 25. Nyamwesi-Wörterbuch / Edmund Dahl. - Hamburg : Friederichsen, 1915
- 26. Die Verwendung von deutschem Zuchtvieh in Deutsch-Südwestafrika in Reinzucht und zur Veredelung der dortigen Rindviehbestände : (Ergebnisse einer Studienreise, ausgeführt vom März bis August 1913) / Johannes Neumann. - Hamburg : Friederichsen, 1914
- 27. Die Mazigh-Völker : ethnographische Notizen aus Süd-Tunesien / Franz Stuhlmann. - Hamburg : Friederichsen, 1914
- 28. Die Betriebsverhältnisse der Farmen des mittleren Hererolandes (Deutsch-Südwestafrika) / Johannes Gad. - Hamburg : Friederichsen, 1915
- 29. Die Beschränkungen der Gewerbe- und Handelsfreiheit in den deutschen Schutzgebieten : eine Monographie / Otto Mathies. - Hamburg : Friederichsen, 1916
- 30. Beiträge und Ergänzungen zur Landeskunde des deutschen Namalandes / Paul Range. - Hamburg : Friederichsen, 1914
- 31. Zur Anthropologie des abflußlosen Rumpfschollenlandes im nordöstlichen Deutsch-Ostafrika : auf Grund der Sammlung der Ostafrika-Expedition (Dr. E. Obst) der Geographischen Gesellschaft in Hamburg / Hans August Ried. - Hamburg : Friederichsen, 1915
- 32. Deutsch-Herero-Wörterbuch / Johann Jakob Irle. - Hamburg : Friederichsen, 1917
- 33. Landeskundliche Forschungen im Pamir / Arved von Schultz. - Hamburg : Friederichsen, 1916
- 34. Die Sandawe : linguistisches und ethnographisches Material aus Deutsch-Ostafrika / Otto Dempwolff. - Hamburg : Friederichsen, 1916
- 35. Eine Studienfahrt nach Kordofan / Carl Meinhof. - Hamburg : Friederichsen, 1916
- 36. Im Hochland von Mittel-Kamerun / T. 2 / Anthropogeographie des Ost-Mbamlandes / Franz Thorbecke. - 1916
- 37. Deutsch-russische Handelsverträge des Mittelalters / Leopold Karl Goetz. - Hamburg : Friederichsen, 1916
- 38. Phonographische Sprachaufnahmen aus dem egyptischen Sudan : ein Versuch zur Bewertung der phonographischen Methode für die Linguistik ; mit 24 Taf. / Wilhelm Heinitz. - Hamburg : Friederichsen, 1917
- 39. Lexikon zur alten Geographie des südöstlichen Äquatorialafrika / Theodor Langenmaier. - Hamburg : Friederichsen, 1918
- 40. Die türkisch-persischen Erdölvorkommen / Walther Schweer. - Hamburg : Friederichsen, 1919
- 41. Im Hochland von Kamerun / Teil 3 / Beiträge zur Völkerkunde des Ost-Mbamlandes / Franz Thorbecke. - 1919
- 42. Die Baugruppe des Sultans Qalāūn in Kairo / Max Herz. - Hamburg : Friederichsen, 1919
- 43. Schambala-Wörterbuch / F. Lang-Heinrich. - Hamburg : Friederichsen, 1921